# Moon Girl (Marvel Comics)
Moon Girl, il cui vero nome è Lunella Lafayette, è un personaggio della Marvel Comics; è una bambina di nove anni descritta come il personaggio più intelligente dell’universo Marvel. Sostituisce Moon-Boy ed è in squadra con Devil Dinosaur, con il quale condivide un legame mentale grazie alla sua natura inumana.

## Storia editoriale
Il personaggio è stato creato dagli autori Brandon Montclare e Amy Reeder (la quale lo ha anche disegnato) e dall’artista Natacha Bustos. Appare per la prima volta in Moon Girl and Devil Dinosaur n. 1 nel novembre 2015.
È stata ideata dall’editore Mark Paniccia: essendo fan del personaggio di Devil Dinosaur, insieme all’editrice Emily Shaw, assunse Montclare e Reeder affinché gettassero la basi per una nuova serie che vedesse il personaggio arrivare ai giorni nostri. Ebbero l’idea di far interagire Devil Dinosaur con una ragazza e decisero di creare un eroe che non fosse “un normale supereroe con mantello e calzamaglia”. Reeder spiegò che la principale ispirazione per il personaggio è stato l’Ispettore Gadget, ma “più consapevole di quello che sta facendo”, in quanto sarebbe stato dotato di una grande quantità di gadget e si sarebbe aggirato per la città risolvendo crimini. Si pensò dall’inizio di rendere il personaggio afroamericano e su suggerimento della Marvel divenne una bambina. 
Gli autori realizzarono la serie come un sequel diretto delle serie Moon-Boy e Devil Dinosaur di Jack Kirby, ragion per cui i primi avversari affrontati da Moon Girl e Devil Dinosaur sono i Killer Folk.
La Bustos trovò il personaggio distaccato rispetto agli standard tipici dei supereroi e venne ispirata dalla diversità promossa da Moon Girl e Devil Dinosaur, confrontando Lunella con se stessa. Paragonò le sue storie a quelle dello Studio Ghibli per l’approfondito rapporto tra i due personaggi del titolo. Il numero 47 di Moon Girl e Devil Dinosaur, pubblicato a novembre 2019, è stato annunciato come quello conclusivo della testata.

## Biografia

### Origini
Lunella Lafayette è una bambina afroamericana amante delle invenzioni che spesso si lascia trasportare da fantasie a occhi aperti. Nonostante la sua intelligenza notevolmente sopra la media, non può permettersi scuole migliori ed è costretta a frequentare la scuola pubblica, dove viene presa in giro dai compagni che le danno il soprannome di Moon Girl.
Nella Terra Selvaggia, un gruppo di Killer Folk riesce a impossessarsi della Pietra della Notte, scontrandosi con Moon Boy e Devil Dinosaur per essa. Nel combattimento, Moon Boy muore e i Killer Folk scompaiono con la Pietra attraverso un portale. Prima di spirare, Moon Boy desidera che Devil Dinosaur recuperi la Pietra e che lo vendichi.
Devil Dinosaur attraversa il portale finendo a New York City, mentre la Pietra della Notte cade in mano a Lunella, che deduce che l’oggetto è in realtà un proiettore Kree. Lunella ha identificato il gene inumano nel proprio DNA e teme di trasformarsi in un mostro con la diffusione delle Nebbie Terrigene. La bambina decide di provare a usare la Pietra della Notte per rimuovere il DNA inumano e si rifiuta di cedere l’oggetto a Devil Dinosaur, il quale è costretto a portarla con sé alla ricerca dei Killer Folk. Questi ultimi riescono però a scappare portandosi con loro la Pietra.
Lunella ospita Devil Dinosaur nel laboratorio che ha costruito sotto la sua scuola e, nonostante esprima frustrazione per la sua presenza, l’animale la aiuta a salvare i suoi compagni e insegnante durante un incendio. Amadeus Cho (Hulk) interviene per catturare Devil Dinosaur ritenendolo pericoloso a causa della distruzione che ha causato in precedenza, ma Lunella lo difende. La bambina arriva ad attaccare Cho in quanto frustrata dal fatto che lui sottovaluti le sue capacità e intelligenza, ma per errore mette fuori combattimento Devil Dinosaur permettendone la cattura.
Sentendosi in colpa per l’accaduto e riconoscendo una certa affinità con Devil Dinosaur per la loro emarginazione, Lunella lo libera assumendo l’alias di Moon Girl, soprannome datole dai compagni in senso derisorio. 
Successivamente i Killer Folk cercano di rapire Lunella da scuola per sacrificarla alla Pietra della Notte durante la luna piena e la bambina li combatte un’ultima volta con Devil Dinosaur, sconfiggendo i criminali e ottenendo la Pietra. Prima che Lunella possa sfruttarla per non diventare un’inumana, cade preda delle Nebbie Terrigene e viene rinchiusa in un bozzolo.

### Dopo le Nebbie Terrigene
Devil Dinosaur porta il bozzolo con dentro Lunella nel suo laboratorio, sorvegliandolo per diversi giorni fino alla schiusa. Lunella apprende con sollievo di non essere cambiata fisicamente, ma scopre con costernazione che il suo potere inumano ha mutato la sua coscienza e quella di Devil Dinosaur, facendoli scambiare di corpo; ciò porta a ulteriori problemi nella loro vita prima di tornare ai rispettivi corpi.
In seguito, la coppia deve affrontare Kid Kree, un ragazzo Kree bistrattato dalla sua gente che cerca di catturare un inumano per farsi un nome sulla Terra prendendo esempio da Capitan Marvel e che si infiltra nella classe di Lunella presentandosi come un nuovo studente. Moon Girl e Devil Dinosaur combattono Kid Kree diverse volte; una volta interviene a separarli Ms. Marvel, la quale riconosce che lo scontro è solo un litigio tra bambini, ma che affida ugualmente a Moon Girl un dispositivo per contattarla in caso di pericolo.
Lunella viene avvicinata da Hulk, che le regala il Banner BOX e resta sorpreso quando lei riesce a risolverlo in pochi secondi, dimostrandosi la persona più intelligente della Terra. Successivamente, Moon Girl, Hulk e Devil Dinosaur affrontano l’Uomo Talpa e le sue creature. Dopo scuola, Lunella si incontra con la Cosa e riesce a proteggere i civili con Devil Dinosaur quando l’eroe inizia un combattimento contro il sopraggiunto Hulk.
Nel frattempo, il Dottor Destino scopre che Moon Girl è considerata la persona più intelligente sulla Terra e giura di dimostrarsi superiore. Invia dei doombot contro la bambina mentre si trova a lezione, ma lei viene salvata da Riri Williams e insieme lavorano per rintracciare Destino. Intanto, Moon Girl e Devil Dinosaur vanno al Sanctum Sanctorum e si incontrano con Dottor Strange, che rimpicciolisce temporaneamente Devil Dinosaur. In seguito, Destino attacca Lunella e due suoi compagni di classe, portando la bambina ad aiutare Strange a combattere il criminale. Qualche notte dopo, durante l’installazione di una sonda di rilevamento di energia, Moon Girl viene trovata da cinque membri degli X-Men.
In un centro commerciale abbandonato, Lunella riprogetta un casco Cerebro con il proiettore Omni-Wave per localizzare Destino e inavvertitamente teletrasporta lei e gli X-Men negli Anni Ottanta, dove combattono Destino finché Lunella non si toglie il casco riportando sé stessa e i compagni nel presente. Il gruppo scopre che Destino è in realtà un doombot e Moon Girl lo porta nel suo laboratorio per analizzarlo. In seguito, Lunella scopre che il suo potere inumano si attiva solo durante la luna piena e affronta un esercito di droidi del Dottor Destino con la Cosa, Hulk, Ms. Marvel, Ironheart, Dottor Strange, Kid Kree e Killer Folk, i quali sono stati reclutati da Lunella per la sua causa.
Lunella riceve una richiesta di aiuto da una ragazza aliena di nome Illa e, dopo aver costruito un’astronave, va nello spazio con Devil Dinosaur e si schianta sulla luna. Durante l’esplorazione del posto, Lunella si rende conto che Illa è la luna stessa, in quanto cerca compagnia, e non vuole più lasciarla andare. Dopo aver sconfitto degli insetti alieni, la bambina e Devil Dinosaur se ne vanno e arrivano in un universo parallelo dove incontrano due versioni alternative di loro stessi chiamate Devil Girl e Moon Dinosaur. Nel frattempo, la testa del Destino robot crea delle copie robotiche di Lunella affinché nessuno si accorga della sua assenza. Lunella e Devil Dinosaur combattono le loro varianti alternative e tornano da Illa, la quale non intende più lasciarli andare; i due riescono a far incontrare Illa con Ego il Pianeta Vivente.
Nel frattempo, la testa robotica di Destino costruisce diversi robot sostitutivi di Lunella che, con sua sorpresa, si comportano come vere bambine. Moon Girl rimanda con riluttanza Devil Dinosaur nella Terra Selvaggia da Moon Boy, in quanto pensa che è quello il suo posto, dopodiché torna a New York. Rendendosi conto di avere ancora bisogno di aiuto, Lunella cerca un nuovo partner tra diversi supereroi; non trovandone nessuno, richiama Devil Dinosaur e combatte con lui insieme a Ben Grimm e Johnny Storm, salvo poi rendersi conto che lei e l’animale non sono fatti per stare con i Fantastici Quattro: pertanto, si scusa con il compagno per averlo mandato via e viene perdonata.
Durante gli eventi di Mostri scatenati, Devil Dinosaur e Moon Girl studiano diversi attacchi del Leviatano. Successivamente, i due vengono evocati da Kei Kawade, la quale evoca Devil Dinosaur (e inavvertitamente anche Lunella) per farsi aiutare a combattere il Leviatano .
Nel corso di Secret Empire, Devil Dinosaur e Moon Girl si uniscono ai Secret Warriors di Daisy Johnson. Dopo aver salvato Karnak da un campo di prigionia, i Warriors incontrano gli Howling Commandos. La squadra si imbatte anche negli X-Men e in una versione malvagia di Bestia, che viene torturata da Daisy e Karnak per ottenere informazioni su un inumano che può aiutarli. Dopo aver ricevuto quanto voluto, il gruppo incontra Mister Hyde e i Vendicatori dell’Hydra, che li catturano finché Daisy non riesce a farli fuggire. Moon Girl cerca di far uscire Devil Dinosaur dalla gabbia in cui è rinchiuso e incontra Leer, l’inumano menzionato da Karnak, che le fa perdere i sensi. La bambina riesce però a scambiarsi di corpo con Devil Dinosaur e così facendo guida i compagni in un campo di prigionia inumano, dove liberano i reclusi. 
In Gwenpool n. 25, Moon Girl, Devil Dinosaur e il gruppo di supereroi Power Pack appaiono brevemente tra le versioni dell’Universo Marvel mentre Gwen spiega ai suoi genitori da dove provengono lei e suo fratello. 
Successivamente, Wilson Fisk iscrive la sua figlia Principessa (tenuta nascosta fino a quel momento) nella stessa scuola di Lunella. Principessa cerca di rubare dei file relativi a Lunella a scuola, ma le viene impedito da Moon Girl e Devil Dinosaur. Per evitare una serie di problemi, Lunella si fa aiutare dal suo clone robot per trasformare Devil Dinosaur in un bambino umano e lo fa iscrivere nella sua scuola spacciandolo per suo fratello. Principessa si irrita in quanto vuole avere le attenzioni da nuova arrivata e si lamenta con suo padre, cercando di minacciare i due per tornare a essere popolare. Quando fallisce nell’intento, chiede a Fisk di tornare alla sua vecchia scuola.

## Poteri e abilità
Lunella è una bambina dotata di un’intelligenza fuori dalla norma, persino superiore a quella di geni come Bruce Banner, Tony Stark, Reed Richards e il Dottor Destino. È in grado di costruire un’ampia varietà di gadget che usa in battaglia; il suo costume da supereroe consiste in un copricapo da boxe, occhiali, bretelle, una cintura computerizzata, uno zaino, alcune armi variabili e un paio di speciali pattini a rotelle.
Il suo potere da inumana le permette di cambiare corpo con Devil Dinosaur ogni volta che è arrabbiata o molto affamata. Quando succede, riesce a parlare mentre si trova nel corpo del dinosauro, sebbene il suo corpo normale diventi selvaggio e imprevedibile a causa del sopravvento di Devil Dinosaur. Lunella possiede una sorta di forza potenziata quando c’è la luna piena, potere che comunque viene considerato insignificante rispetto alle altre sue abilità.

## Versioni alternative
In Infinity Wars, Lunella viene fusa a Squirrel Girl in un personaggio di nome Luneen Lafagreen. Il suo migliore amico è uno scoiattolo rosso mutato a causa della terrigenesi fino a raggiungere le dimensioni di un t-rex, che si chiama Moon Squirrel, con cui comunica grazie a un elmo speciale.

## Altri media

### Televisione
- Lunella è la protagonista della serie animata Moon Girl e Devil Dinosaur, doppiata da Diamond White[30]. La serie è pubblicata su Disney Channel e Disney+ a partire dal 2023 e prodotta da Marvel Animation e Disney Television Animation[31]. In questa versione, invece di avere nove anni ne ha tredici[32].

### Videogiochi
- Moon Girl appare come un personaggio giocabile sbloccabile in Marvel Future Fight[33].
- Moon Girl è uno dei personaggi sbloccabili in Marvel Avengers Academy, doppiata da Cenophia Mitchell[34][35].
- Moon Girl è un personaggio giocabile in Lego Marvel Super Heroes 2[36].